# Lindera baliopa
Lindera baliopa är en fjärilsart som beskrevs av Edward Meyrick 1917. Lindera baliopa ingår i släktet Lindera och familjen äkta malar. Inga underarter finns listade i Catalogue of Life.